# Winslow contre le roi
Pour plus de détails, voir Fiche technique et Distribution.
Winslow contre le roi (The Winslow Boy) est un film de procès britannique réalisé par Anthony Asquith, sorti en 1948. La version française sort l'année suivante. Le film s'inspire de l'affaire George Archer-Shee.
Le film suit un père de famille de la classe moyenne qui se bat contre l'Amirauté jusqu'à la Haute Cour de justice pour faire reconnaître l'innocence de son fils accusé du vol d'un mandat postal au sein de son école militaire.

## Synopsis
Après 46 ans à avoir travaillé dans une banque, Arthur Winslow prend sa retraite à cause de l'arthrite et mène une vie domestique classique pour une famille de la classe moyenne. Son fils aîné étudie à l'université d'Oxford, sa fille est une suffragette non militante et son plus jeune fils débute comme cadet de la marine. Un jour, le voisin d'à côté, John, lui demande la main de sa fille en mariage. Plus tard, Ronnie Winslow, un cadet du Royal Naval College, apparaît de manière inattendue chez lui, trempé avec une lettre pour son père qu'il a trop peur pour lui donner en personne. Son fils est accusé du vol d'un mandat postal de cinq shillings et une enquête interne, qui ne lui accorde aucune chance de défense, le déclare coupable.
Arthur Winslow est alors prié de retirer son fils du collège mais n'acceptant pas le verdict, lui et sa fille Catherine mènent leurs propres enquêtes et engagent un ami, avocat de la famille, Desmond Curry pour les aider. Arthur va jusqu'à porter l'affaire devant son député, expliquant devant la Chambre des communes, que selon la Magna Carta, qu'aucun sujet du Royuame ne peut être condamné sans procès et engage Sir Robert Morton pour prendre l'affaire en main. Lorsque la facture de l'avocat atteint six cent trente-quatre livres, bien au-delà de ses moyens financiers, il est conseillé à Arthur d'abandonner l'affaire. À la place, il préfère enlever son fils aîné d'Oxford pour réduire ses dépenses, lui affirmant qu'il lui procurera un emploi à la banque en compensation.
Lors de son enquête, Sir Robert interroge Ronnie de manière agressive sur des divergences dans ses souvenirs et son habitude de recopier la signature de son ami, qui aurait pu être utilisée pour voler le mandat postal, il est convaincu que Ronnie est innocent et accepte de prendre l'affaire. Cependant, le Gouvernement de Sa Majesté n'est pas disposé à laisser l'affaire se poursuivre, ne cédant toutefois sur rien après des débats houleux à la Chambre des communes. L'affaire est ensuite portée devant les tribunaux, Morton discrédite alors une grande partie des preuves supposées, et le gouvernement retire finalement les charges retenues contre Ronnie.
Bien que la famille Winslow ait gagné cette affaire, chacun d'eux a perdu quelque chose en cours de route, Dickie Winslow a été contraint de quitter ses études supérieures par manque d'argent, Catherine a perdu son règlement de mariage et par la suite son fiancé et Arthur Winslow a davantage aggravé sa santé.

## Fiche technique
- Titre original : The Winslow Boy
- Titre français : Winslow contre le roi
- Réalisation : Anthony Asquith
- Scénario : Terence Rattigan, Anatole de Grunwald, d'après la pièce de Terence Rattigan
- Direction artistique : Andrej Andrejew
- Costumes : William Chappell
- Photographie : Freddie Young et Osmond Borradaile (additionnelle)
- Son : John Cox
- Montage : Gerald Turney-Smith
- Musique : William Alwyn
- Production : Anatole de Grunwald
- Production associée : Teddy Baird
- Société de production : London Film Productions, De Grunwald Productions, British Lion Film Corporation
- Société de distribution : British Lion Film Corporation
- Pays d'origine :  Royaume-Uni
- Langue originale : anglais
- Format : Noir et blanc  — 35 mm — 1,37:1 — son mono
- Genre : drame
- Durée : 117 minutes
- Dates de sortie : 
  - Royaume-Uni : 8 novembre 1948
  - France : 22 avril 1949

## Distribution
- Cedric Hardwicke : Arthur Winslow, le père de l'accusé
- Margaret Leighton : Catherine Winslow, la sœur de l'accusé
- Robert Donat : Sir Robert Morton, l'avocat de l'accusé
- Basil Radford : Desmond Curry, l'avocat-conseil de la famille
- Neil North : Ronnie Winslow, l'accusé
- Jack Watling : Dickie Winslow, le frère ainé de l'accusé
- Marie Lohr : Grace Winslow, la mère de l'accusé
- Kathleen Harrison : Violet, la bonne
- Francis L. Sullivan : l'attorney général
- Walter Fitzgerald : le Premier Lord de l'Amirauté
- Frank Lawton : John Watherstone, le fiancé de Catherine
- Nicholas Hannen : le colonel Watherstone, père de John
- Hugh Dempster
- Evelyn Roberts
- Mona Washbourne : Miss Barnes
- Ernest Thesiger : Mr. Ridgeley Pierce, le graphologue
- Cyril Ritchard
- Stanley Holloway : un comédien
- Lewis Casson : l'amiral Springfield
- Mary Hinton
- Wilfrid Hyde-White : Wilkinson
- Gordon McLeod : un député âgé

## Autour du film
- La pièce de Terence Rattigan The Winslow Boy (en) qui sert de base au scénario est directement inspirée du procès de George Archer-Shee.